# Umjetni otok
Umjetni otok je otok koji nije nastao prirodnim putem, već su ga izgradili ljudi. Neke definicije predlažu da su umjetni otoci zemlje s obilježjima ljudskoga zahvata u procesu njihova oblikovanja, dok druge tvrde da umjetni otoci nastaju širenjem postojećih otoka, izgradnjom na postojećim grebenima ili spajanjem nekoliko otoka. 
Iako izgradnja umjetnih otoka nije moderna pojava, ne postoji konačna zakonska definicija. Umjetni otoci mogu varirati u veličini od otoka napravljenih samo za podupiranje jednog stupa zgrade ili strukture, do onih koji podupiru cijele zajednice i gradove. Arheolozi tvrde da su takvi otoci nastali još u neolitiku. Rani otoci koje je napravio čovjek uključivali su plutajuće strukture u mirnim vodama ili drvene ili megalitske strukture podignute u plitkim vodama.
U moderno doba, umjetni otoci obično nastaju amelioracijom tla, iako neki nastaju i izolacijom postojećega tla tijekom izgradnje kanala (npr. Donauinsel) ili plavljenjem dolina što rezultira vrhovima nekadašnjih brda koja su izolirana vodom (npr. otok Barro Colorado). Brojni su razlozi za izgradnju ovih otoka, koji uključuju: stambene, industrijske, tržišne, pa do strateških namjena. Jedan od najvećih umjetnih otoka na svijetu, otok René-Levassure, nastao je plavljenjem dvaju susjednih rezervoara.
U Hrvatskoj nema umjetnih otoka, a Gospa od Škrpjela jedini je umjetni otok u Jadranskom moru. Smješten je u Bokokotorskom zaljevu u Crnoj Gori, a nastao je od bedema stijena i potonuća starih i zaplijenjenih brodova natovarenih kamenjem. Na otoku se nalazi i katolička crkva koja ima pridruženi muzej. Najveći umjetni otok na svijetu je Flevopolder, otočni polder koji čini najveći dio Flevolanda, nizozemske pokrajine. Nastao melioracijom, njegov sjeveroistočni dio isušen je 1955., a jugozapadni 1968. godine. Palmini otoci (Palm Jumeirah) su arhipelag umjetnih otoka u Perzijskom zaljevu u Jumeirahu u Dubaiju u Ujedinjenim Arapskim Emiratima. Procjenjuje se da ima najmanje 10 000 stanovnika od 2017. Biserni otok u Dohi, u Kataru, umjetni je otok s površinom od gotovo četiri četvorna kilometra. To je prvo zemljište u Kataru koje je dostupno za slobodno vlasništvo stranih državljana. Godine 2018. imao je 27 000 stanovnika. Međunarodna zračna luka Kansai u Japanu prva je zračna luka koja je u potpunosti izgrađena na umjetnom otoku 1994. godine, a nakon toga još je nekoliko zračnih luka u Aziji izgrađeno na umjetnim otocima.

## Galerija
- Palmini otoci u Dubaiju.
- Biserni otok u Kataru.
- Flevopolder, najveći umjetni otok na svijetu.
- Međunarodna zračna luka Kansai u Japanu